# Liste der Monuments historiques in Bert (Allier)
Die Liste der Monuments historiques in Bert (Allier) führt die Monuments historiques in der französischen Gemeinde Bert auf.

## Liste der Bauwerke
| Bezeichnung       | Beschreibung                  | Standort | Kennzeichnung | Schutzstatus | Datum | Bild           |
| ----------------- | ----------------------------- | -------- | ------------- | ------------ | ----- | -------------- |
| Kirche St-Laurent | Erbaut im 11./12. Jahrhundert | (Lage)   | PA00092991    | Inscrit      | 1926  | weitere Bilder |